# 直贡琼仓·洛桑强巴
直贡琼仓·洛桑强巴（藏語：འབྲི་གུང་ཆུང་ཚང་བློ་བཟང་བྱམས་པ་，威利转写：'bri gung chung tshang blo bzang byams pa，1942年3月—），俗名洛桑强巴，男，藏族，西藏山南人，直贡噶举派第三十九世直贡琼仓活佛。拉加里赤钦朗杰加措之弟。

## 生平
5岁时，被认定为第三十九世直贡琼仓活佛。后来，历任中国佛教协会常务理事、中国佛教协会西藏分会副会长、西藏自治区政协委员。
2006年11月23日，直贡琼仓活佛率团来到瑞典访问8天。